# 张国荣1985百爵夏日演唱会
張國榮演唱會85，是香港歌手張國榮於1985年8月2日至1985年8月11日第一次在紅磡體育館舉行的個人演唱會。這場演唱會打破了香港歌手首次開個唱的場數紀錄（10場），嘉賓有陳百強、梅艷芳、黎小田等。
當時演唱會的廣告採用了兩句口號「引箭在弦，一觸即發」、「一觸即發，連珠炮彈」。其後在澳門又舉辦了兩場（1985年11月15-16日）。

## 演唱歌曲
1. Opening+為妳鍾情（音樂）
2. 第一次
3. 默默向上游
4. 一片痴
5. 我願意
6. American Pie
7. Monica
8. 不羈的風
9. 浮生若夢
10. 始終會行運
11. 柔情蜜意
12. 甜蜜的禁果
13. 戀愛交叉
14. 片段
15. 儂本多情
16. 藍色憂鬱（黎小田合唱）
17. H2O
18. 逝去的愛（梅艷芳主唱）
19. 再共舞（梅艷芳合唱）
20. 緣份（梅艷芳合唱）
21. 愛不是游戲
22. 喝彩（某一場陳百強合唱）
23. 情比雨絲
24. Rhythm of the Rain
25. 雨中的浪漫
26. 痴心的我
27. 為妳鍾情
28. 風繼續吹

Encore
1. 闖進新領域
2. 不怕寂寞
3. Monica（前九場）/不羈的風（尾場）（握手）
4. 留住昨天
5. 少女心事
6. 全賴有你